# Nausicaa Bonnín
Pour les articles homonymes, voir Nausicaa (homonymie) et Bonnin.
Nausicaa Bonnín née le 28 avril 1985 à Barcelone, est une actrice espagnole.

## Filmographie
- 1996 : Andrea : Andrea niña
- 1997 : Tic Tac : Estrella
- 2004 : A Shadow on My Path (court métrage) : Vicky
- 2006 : Las vidas de Celia : Astrid
- 2006 : Cámping (téléfilm) : Marga
- 2007 : Life in the Abyss : Rosa
- 2007 : Lo mejor de mí : Claudia
- 2007 : Dibujo de David (court métrage) : Alba
- 2007 : Pequeñeces (court métrage) : Luz
- 2008 : Paradigma (série télévisée) : Ginebra (11 épisodes)
- 2008 : A la soledat
- 2009 : Tres dies amb la família : Lea
- 2005-2009 : El cor de la ciutat (série télévisée) : Sandra Benjumea (98 épisodes)
- 2009 : El asesino a sueldo : Escarlata
- 2010 : Elisa K : l'amie d'Elisa
- 2011 : La sagrada família (série télévisée) : Marta
- 2011 : Barcelona, Neutral City (série télévisée) : Glòria (2 épisodes)
- 2012 : The Body : Patricia
- 2013 : Familia (série télévisée) : Natalia Oquendo (7 épisodes)
- 2014 : The Silly Ones and the Stupid Ones : Lourdes
- 2015 : Fassman: L'increïble Home Radar (téléfilm) : Rosa
- 2015 : Todas solas (court métrage)
- 2016 : El Ramon de les Olives (série télévisée) : Nausica Bonnín
- 2015-2016 : Cites (es) (série télévisée) : Sofia[1] (4 épisodes)
- 2016 : Boy Missing : Vicky
- 2017 : The Light of Hope (téléfilm) : Victòria
- 2017 : I Know Who You Are (série télévisée) : Charry (7 épisodes)
- 2017 : La inútil (court métrage) : Merche
- 2017 : Servir y proteger (es) (série télévisée) : Laura Escalada (149 épisodes)
- 2018 : Whore and beloved : Nausicaa
- 2018 : Ophelia (court métrage) : Ophelia 6
- 2018 : Hermanos de Kétchup (court métrage) : Vero Castro
- 2019 : La fossa (série télévisée) ::Andrea (4 épisodes)
- 2019 : 10 trets :Júlia Segarra
- 2024 : La Infiltrada : Andrea[2]

## Nominations
- 2025 : Prix Goya de la meilleure actrice dans un second rôle pour La Infiltrada d'Arantxa Echevarría[3]